# Jiangjunosaurus junggarensis
Lo jiangjunosauro (Jiangjunosaurus junggarensis) è un dinosauro erbivoro appartenente agli stegosauri. Visse all'inizio del Giurassico superiore (Oxfordiano, circa 160 milioni di anni fa) e i suoi resti fossili sono stati ritrovati in Cina.

## Descrizione
Questo dinosauro è conosciuto per i resti parziali di un esemplare subadulto, che includono una mandibola, alcune ossa del cranio, undici vertebre cervicali e due piastre ossee che, nell'animale in vita, erano posizionate sul collo. In generale, l'aspetto di Jiangjunosaurus doveva essere simile a quello di altri stegosauri vissuti nello stesso periodo, come Tuojiangosaurus: corpo massiccio, zampe robuste, una testa insolitamente piccola e piastre ossee che percorrevano la parte superiore dell'animale, dal collo alla coda. La lunghezza di questo stegosauro era di circa sei metri.

## Classificazione
I resti fossili di questo dinosauro sono stati ritrovati nella formazione Shishugou, nel bacino dello Junggar (regione dello Xinjiang, Cina) e, benché molto parziali, indicano l'esistenza di uno stegosauro dalle caratteristiche miste: per alcuni tratti sembrerebbe imparentato a stegosauri arcaici come Huayangosaurus, ma altre caratteristiche lo avvicinano maggiormente agli stegosauri più evoluti come lo stesso Stegosaurus o Wuerhosaurus.

## Stile di vita
La formazione Shishugou ha restituito i resti di molti altri dinosauri, che includono piccoli teropodi, grandi dinosauri carnivori e grandi sauropodi erbivori. È probabile che Jiangjunosaurus fosse una delle prede dei grandi Sinraptor e Monolophosaurus.